# Anna Jurjewna Netrebko

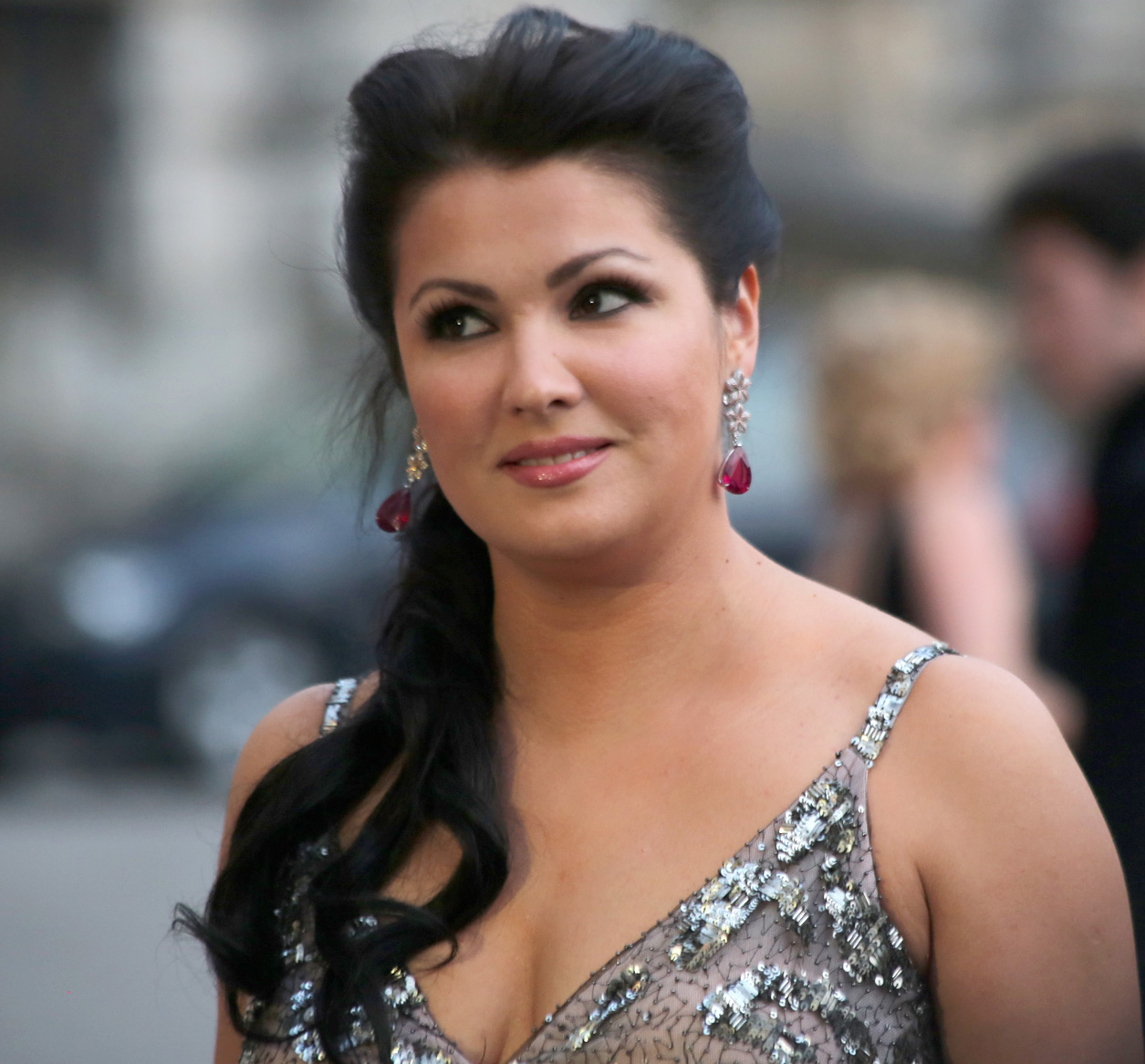
Anna Netrebko (2013)

Anna Jurjewna Netrebko (russisch Анна Юрьевна Нетребко; * 18. September 1971 in Krasnodar, Russische SFSR, Sowjetunion) ist eine russisch-österreichische Opernsängerin in der Stimmlage Sopran. Im Jahr 2006 erhielt sie die österreichische Staatsbürgerschaft; ihre russische Staatsbürgerschaft behielt sie.

## Leben

### Ausbildung und Opernkarriere
Anna Netrebko wurde als zweite Tochter eines Geologen und einer Ingenieurin geboren. Als Kind erhielt sie Ballettunterricht in ihrer Heimatstadt Krasnodar und trat im Alter von sieben Jahren erstmals öffentlich auf. Ihr Gesangsstudium absolvierte sie am Sankt Petersburger Konservatorium und gewann im Jahr 1993 den Glinka-Gesangswettbewerb in Moskau. Es folgte 1994 ein festes Engagement am Sankt Petersburger Mariinski-Theater, wo sie als Susanna in Le nozze di Figaro debütierte. Mit dieser Produktion hatte sie im Rahmen eines Gastspiels im selben Jahr ihr Deutschland-Debüt beim Schleswig-Holstein Musik Festival. Anschließend gastierte sie für eine Saison am Staatstheater Darmstadt. Weitere Rollen in St. Petersburg, wo sie bis heute regelmäßig zu Gast ist, waren die Titelrolle in Lucia di Lammermoor, Pamina in der Zauberflöte und Antonia in Hoffmanns Erzählungen. Bei einem Gastspiel des Mariinski-Theaters an der San Francisco Opera war sie 1995 als Ljudmila in Glinkas Ruslan und Ljudmila in einer Neuinszenierung unter der Leitung von Waleri Gergijew zu hören.
Netrebko sang bald darauf an den bedeutenden internationalen Opernhäusern, so an der New Yorker Metropolitan Opera (Debüt 2002 als Natascha in Prokofjews Krieg und Frieden unter der Leitung von Waleri Gergijew) und an der Wiener Staatsoper (Debüt 2004 als Donna Anna in Don Giovanni, geleitet von Seiji Ozawa). Diese Rolle sang sie 2002 erstmals bei den Salzburger Festspielen unter der Leitung von Nikolaus Harnoncourt (nachdem sie bei den Festspielen 1998 erstmals als Blumenmädchen in Parsifal aufgetreten war) und 2003 am Londoner Royal Opera House, wo sie bereits im Jahr 2000 ihr Debüt als Natascha in Krieg und Frieden im Rahmen eines Gastspiels des Mariinski-Theaters gegeben hatte. 2003 trat sie außerdem als Gilda in Verdis Rigoletto an der Bayerischen Staatsoper in München auf und sang die Titelrolle in Donizettis Lucia di Lammermoor an der Los Angeles Opera.
Nachdem sie bereits einige Tonaufnahmen eingespielt hatte, erschien 2004 die DVD The Woman, The Voice mit MTV-ähnlichen Videos, die Netrebko zu einem Popstar der Opernszene machten. Den damaligen Hype um Netrebko, der sich häufig nicht mehr nur um die künstlerische Leistung drehte, kommentierten zahlreiche Kritiker negativ, insbesondere der deutsche Musikkritiker Jürgen Kesting.

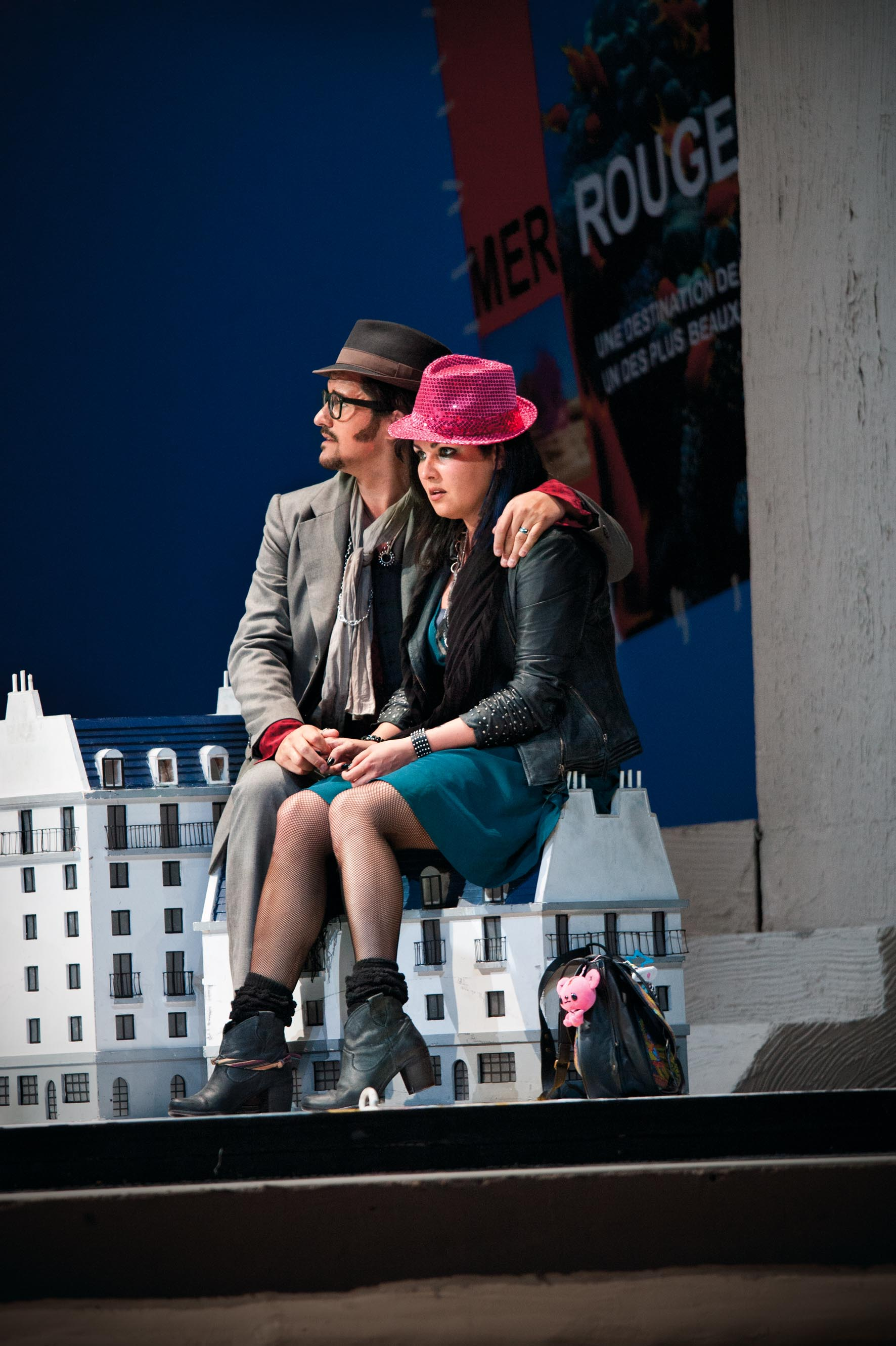
Mit Piotr Beczała in La Bohème, Salzburger Festspiele (2012)

2005 sang Netrebko sowohl die Juliette in der viel beachteten Produktion Roméo et Juliette von Charles Gounod an der Seite von Rolando Villazón als Roméo, als auch Adina in L’elisir d’amore. Im selben Jahr übernahm sie bei den Salzburger Festspielen die Titelpartie der Violetta Valéry in Verdis La traviata unter der Leitung von Carlo Rizzi an der Seite Rolando Villazón und Thomas Hampson. Netrebko absolvierte 2005 zum ersten Mal auch eine Japan-Tournee mit einem Liederabend.
2006 sang Netrebko an der New Yorker Metropolitan Opera in Donizettis Don Pasquale unter der Regie von Otto Schenk und der musikalischen Leitung von Maurizio Benini (mit Juan Diego Flórez und Simone Alberghini). Im Juli 2006 gab sie, zwei Tage vor dem Finale der Fußball-Weltmeisterschaft 2006 in Berlin, gemeinsam mit Plácido Domingo und Rolando Villazón ein Konzert in der Tradition der Drei-Tenöre-Konzerte. Das Konzert wurde weltweit übertragen und galt als das bis dato meistgesehene Klassikkonzert. Im Sommer 2006 trat Netrebko bei den Salzburger Festspielen als Susanna in der von Nikolaus Harnoncourt dirigierten Neuinszenierung von Mozarts Le nozze di Figaro auf, mit der das neu erbaute Haus für Mozart eröffnet wurde.
Im November 2006 sang sie erstmals die Amina in Vincenzo Bellinis Belcanto-Oper La sonnambula an der Wiener Staatsoper. Dort trat sie 2007 in der Neuproduktion von Jules Massenets Manon unter dem Dirigenten Bertrand de Billy (Regie: Andrei Şerban) auf, die Vorstellung wurde live im österreichischen Fernsehen ORF übertragen. Im selben Jahr sang sie diese Rolle auch an der Berliner Staatsoper.
Aufsehen erregte Netrebko im Sommer 2007, als sie aufgrund von Stimmbandproblemen ihr Engagement bei den Salzburger Festspielen kurzfristig absagte und durch ihr Nichterscheinen eine Diskussion über die „Belastbarkeit von Opernstars“ auslöste. Im September trat sie wieder stimmsicher bei den Proms in der Londoner Royal Albert Hall auf. Es folgten im November 2007 drei La Traviata-Vorstellungen an der Deutschen Oper Berlin.
Nach ihrer Schwangerschaft und einer anschließenden Auszeit kehrte Netrebko im Januar 2009 am Mariinski-Theater und an der Met in der Titelrolle in Lucia di Lammermoor auf die Bühne zurück. Ende November 2009 erschien ihr erstes „Best Of“-Album, auf dem ausgewählte Arien und Duette mit Elīna Garanča, Rolando Villazón und Thomas Quasthoff zu hören sind. Im selben Jahr übernahm sie an der Metropolitan Opera die Rolle der Antonia in Hoffmanns Erzählungen.
2011 sang Netrebko an der Wiener Staatsoper zum ersten Mal die Titelrolle in Donizettis Anna Bolena unter der Leitung von Evelino Pidò. 2012 war sie im Rahmen der Salzburger Festspiele erneut in La Bohème zu sehen, diesmal mit Piotr Beczała als Rodolfo. Im November 2013 gab Netrebko an der Deutschen Staatsoper Berlin ihr Rollendebüt als Leonora in Il trovatore an der Seite von Plácido Domingo als Graf Luna, ein Jahr später sang sie diese Rolle ebenfalls mit Domingo bei der Salzburger Festspielproduktion von Alvis Hermanis. 2015 gastierte sie am Mailänder Teatro alla Scala in der Titelrolle von Verdis Giovanna d’Arco. Unter der musikalischen Leitung von Christian Thielemann gab sie 2016 an der Dresdner Semperoper ihr Rollendebüt als Elsa in Wagners Lohengrin.

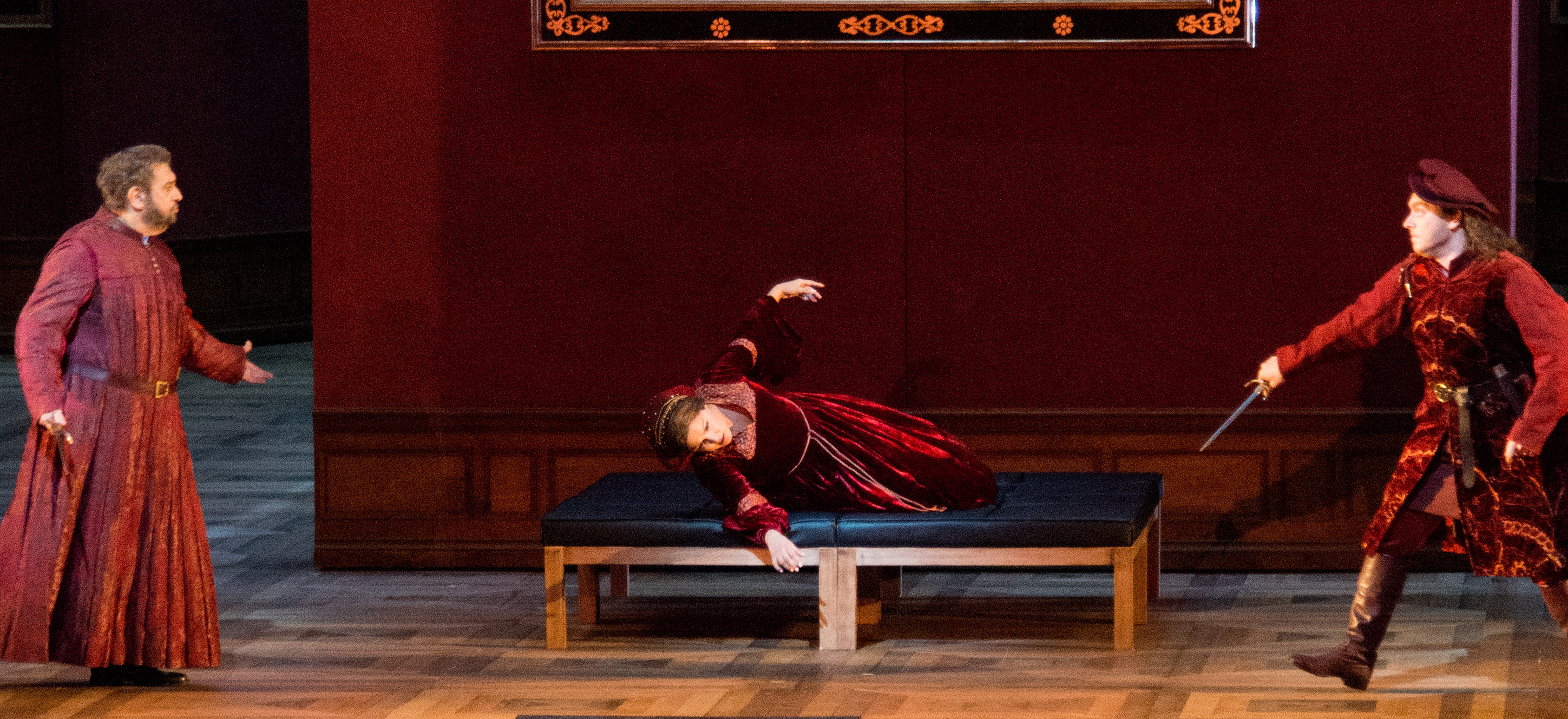
Mit Plácido Domingo und Francesco Meli in Il trovatore,
Salzburger Festspiele (2014)

2017 sang sie am Mariinski-Theater zum ersten Mal die Hauptrolle in Cileas Adriana Lecouvreur sowie unter dem Dirigat von Riccardo Muti bei den Salzburger Festspielen die Titelrolle in Aida. Im Dezember 2017 übernahm sie den Part der Maddalena in Giordanos Andrea Chénier am Teatro alla Scala. 2018 trat Netrebko erstmals als Tosca an der Metropolitan Opera auf. Nach ihrem Auftritt als Adriana Lecouvreur bei den Salzburger Festspielen im Jahr 2019 bezeichnete die Neue Zürcher Zeitung Netrebko als „wohl die einzige verbliebene Primadonna assoluta unserer Zeit“ und bemerkte, sie sei „die Diva der Festspiele, die die Diva der Comédie-Française des 18. Jahrhunderts verkörpert“.
Zahlreiche Aufführungen mit Netrebko wurden von Fernsehen und Rundfunk weltweit – auch live – übertragen.

### Wirken als Konzertsängerin
Anna Netrebko wirkt zudem als Konzertsängerin. Zu ihrem Konzertrepertoire zählen unter anderem die Sopran-Partien in Mahlers 4. Sinfonie, in Bachs Hoher Messe h-moll, in Pergolesis Stabat mater und in Händels Oratorium Judas Maccabaeus. Liederabende gab sie zum Beispiel mit Werken von Rimski-Korsakow, Tschaikowski, Rachmaninow, Richard Strauss, Debussy, Fauré und Dvořák. Konzerte gab sie in zahlreichen renommierten Konzertsälen wie unter anderem in der Carnegie Hall, der Berliner Philharmonie, im Goldenen Saal des Wiener Musikvereins, der Elbphilharmonie, bei den Londoner Proms sowie bei Festivals wie dem Verbier Festival, dem Maggio Musicale Fiorentino und dem Stresa Festival in Italien. Auch gastierte sie bei Open-Air-Konzerten auf dem Roten Platz in Moskau, der Berliner Waldbühne, dem Münchner Königsplatz, im Park von Schlosses Schönbrunn und beim Weiße-Nächte-Festival in St. Petersburg.

### Privates
Nach der Trennung von ihrem Lebensgefährten, dem Bariton Simone Alberghini, war Netrebko von 2007 bis 2013 mit dem Bassbariton Erwin Schrott liiert, mit dem sie einen Sohn (* 2008) hat. Ende 2013 erklärte Netrebko in einem Interview, bei ihrem Sohn sei eine schwache Form von Autismus diagnostiziert worden. 2014 gab sie ihre Verlobung mit dem Tenor Yusif Eyvazov bekannt, den sie im selben Jahr bei den Proben zur Aufführung von Manon Lescaut in Rom kennengelernt hatte. Die Hochzeit fand am 29. Dezember 2015 im Wiener Palais Coburg statt. Am 26. Juni 2024 wurde die Trennung bekannt gegeben.

### Staatsbürgerschaft
Ihre Wohnsitze hat Netrebko in Sankt Petersburg, in Wien und in New York. Neben der russischen Staatsbürgerschaft wurde Netrebko auf ihr Ansuchen hin 2006 die österreichische Staatsbürgerschaft verliehen.

## Kontroversen wegen Putin-Nähe

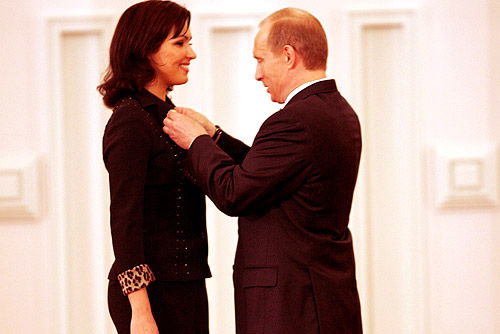
Netrebko und Putin (2004)

Vor der Präsidentschaftswahl in Russland 2012 unterschrieb Netrebko als eine von 500 Personen eine Petition für die Rückkehr von Wladimir Putin in das Amt des Präsidenten, nachdem es im Jahr zuvor zu Protesten nach den russischen Parlamentswahlen gegen Putins Wiederwahl gekommen war, bei denen prominente Oppositionelle festgenommen wurden. Im Dezember 2014, kurz nach der Annexion der Krim, wurde Netrebko gemeinsam mit dem ukrainischen Separatistenführer Oleh Zarjow vor der Flagge des international nicht anerkannten Föderativen Staates Neurussland fotografiert. Sie hatte für den Erhalt des Opernspielbetriebs in Donezk eine Spende für die Gagen der Opernsänger von einer Million Rubel überreicht, das entsprach zu dem Zeitpunkt etwa 15.000 Euro. Wegen des Krieges in der Ostukraine und weil Zarjow auf der Sanktionenliste der EU stand, erregte dieser Auftritt große Aufmerksamkeit und wurde vom österreichischen Außenministerium scharf kritisiert. Netrebko erklärte hierzu im Magazin Stern, dass sie nur ihren Opernkollegen und Freunden hatte helfen wollen, und sie von der Präsentation der Flagge „kalt erwischt“ wurde, sie habe sie „nicht gleich erkannt und erst später gesehen, was es war“ und dass sie „an die Kraft der Kunst in Zeiten des Konflikts und der Krise“ glaube.
Kritiker erwähnten auch, dass Netrebko 2021 ihren 50. Geburtstag im Moskauer Kremlpalast mit einem vierstündigen Galakonzert feierte; ein öffentlicher Veranstaltungsort, an dem internationale Künstler wie etwa Elton John und Tina Turner auftraten.
Netrebko äußerte am 26. Februar 2022, zwei Tage nach dem Beginn des russischen Überfalls auf die Ukraine, sie sei kein politischer Mensch und gegen den Krieg. Als Russin liebe sie ihr Land, aber sie habe viele Freunde in der Ukraine, und der Schmerz und das Leid in diesem Moment breche ihr das Herz.
Verschiedene Opernhäuser forderten sie zu einer deutlicheren Distanzierung vom Überfall auf die Ukraine auf und kündigten andernfalls die Absage der bestehenden Engagements an. Nach der Annullierung der vorgesehenen Engagements durch die Bayerische Staatsoper am 1. März 2022 sagte Netrebko am selben Tag alle für die nächsten Monate vorgesehenen Auftritte ab, mit der Begründung, es sei nicht die richtige Zeit für sie, aufzutreten und zu musizieren. Nachdem die Metropolitan Opera nach mehrfacher erfolgloser Aufforderung zur Distanzierung von Putin 2022 die Zusammenarbeit mit ihr ausgesetzt hatte, verklagte Netrebko das Opernhaus im August 2023 für die Absagen der Engagements auf 360.000 US-Dollar Schadensersatz.
In einer am 30. März 2022 über den Medienanwalt Christian Schertz veröffentlichten Erklärung teilte Netrebko mit, sie „verurteile den Krieg gegen die Ukraine ausdrücklich“, sie erkenne und bedauere, dass ihre Handlungen oder Aussagen in der Vergangenheit zum Teil falsch interpretiert werden konnten. Durch ihre Kunst strebe sie ausschließlich Frieden und Einigkeit an. Daraufhin wurde sie vom Akademischen Opern- und Ballett-Theater Nowosibirsk ausgeladen mit der Begründung, ein geplantes Konzert könne nicht stattfinden. Das Opernhaus warf ihr indirekt vor, ihr Heimatland verraten zu haben. Die russische Zeitung Prawda schrieb, sie habe sich als „schwache Frau“ erwiesen und ihr „Wohlbefinden“ über ihre Nationalität gestellt.
Anfang 2023 wurde Netrebko von der ukrainischen Regierung mit Sanktionen belegt, die ein Einreiseverbot in die Ukraine sowie Vermögenssperren beinhalten. Nachdem Netrebko zu den internationalen Maifestspielen 2023 in Wiesbaden eingeladen wurde, sagten ukrainische Musiker ihren geplanten Auftritt bei den Maifestspielen ab, ebenso die als Ersatz angefragte regierungskritische russische Band Pussy Riot.
Seit ihrer Rückkehr auf die Bühne am 22. April 2022, wo sie an der Opéra de Monaco die Rolle der Manon Lescaut für die erkrankte Maria Agresta übernahm, tritt sie wieder an führenden Opernhäusern sowie bei Festspielen und Konzerten auf. Regelmäßig kommt es dabei zu Protesten, ein Konzert im Juni 2024 in Luzern wurde abgesagt.

## Opernrepertoire (Auswahl)
- Bellini: Giulietta in I Capulet e i Montecchi, Elvira in I puritani, Amina in La sonnambula
- Bizet: Micaëla in Carmen
- Cilea: Titelrolle in Adriana Lecouvreur
- Donizetti: Titelrollen in Anna Bolena und Lucia di Lammermoor, Adina in L’elisir d’amore, Norina in Don Pasquale
- Glinka: Ljudmila in Ruslan und Ljudmila
- Giordano: Maddalena in Andrea Chénier
- Gounod: Juliette in Roméo et Juliette
- Massenet: Titelrolle in Manon
- Mozart: Donna Anna und Zerlina in Don Giovanni, Susanna in Le nozze di Figaro, Servilia in La clemenza di Tito
- Offenbach: Antonia in Hoffmanns Erzählungen
- Prokofjew: Luisa in Die Verlobung im Kloster, Ninette in Die Liebe zu den drei Orangen, Natascha in Krieg und Frieden
- Puccini: Mimi und Musetta in La Bohème, Titelrollen in Tosca, Turandot und Manon Lescaut
- Rimski-Korsakow: Marfa in Die Zarenbraut
- Tschaikowski: Titelrolle in Jolanthe, Tatjana in Eugen Onegin
- Verdi: Titelrollen in Aida und Giovanna d’Arco, Gilda in Rigoletto, Violetta in La traviata, Leonora in Il trovatore, Abigaille in Nabucco, Lady Macbeth in Macbeth, Elisabetta in Don Carlos, Leonora in La forza del destino, Nannetta in Falstaff
- Wagner: Elsa in Lohengrin[60][47][61]

## Auszeichnungen & Ehrungen

### Ehrungen

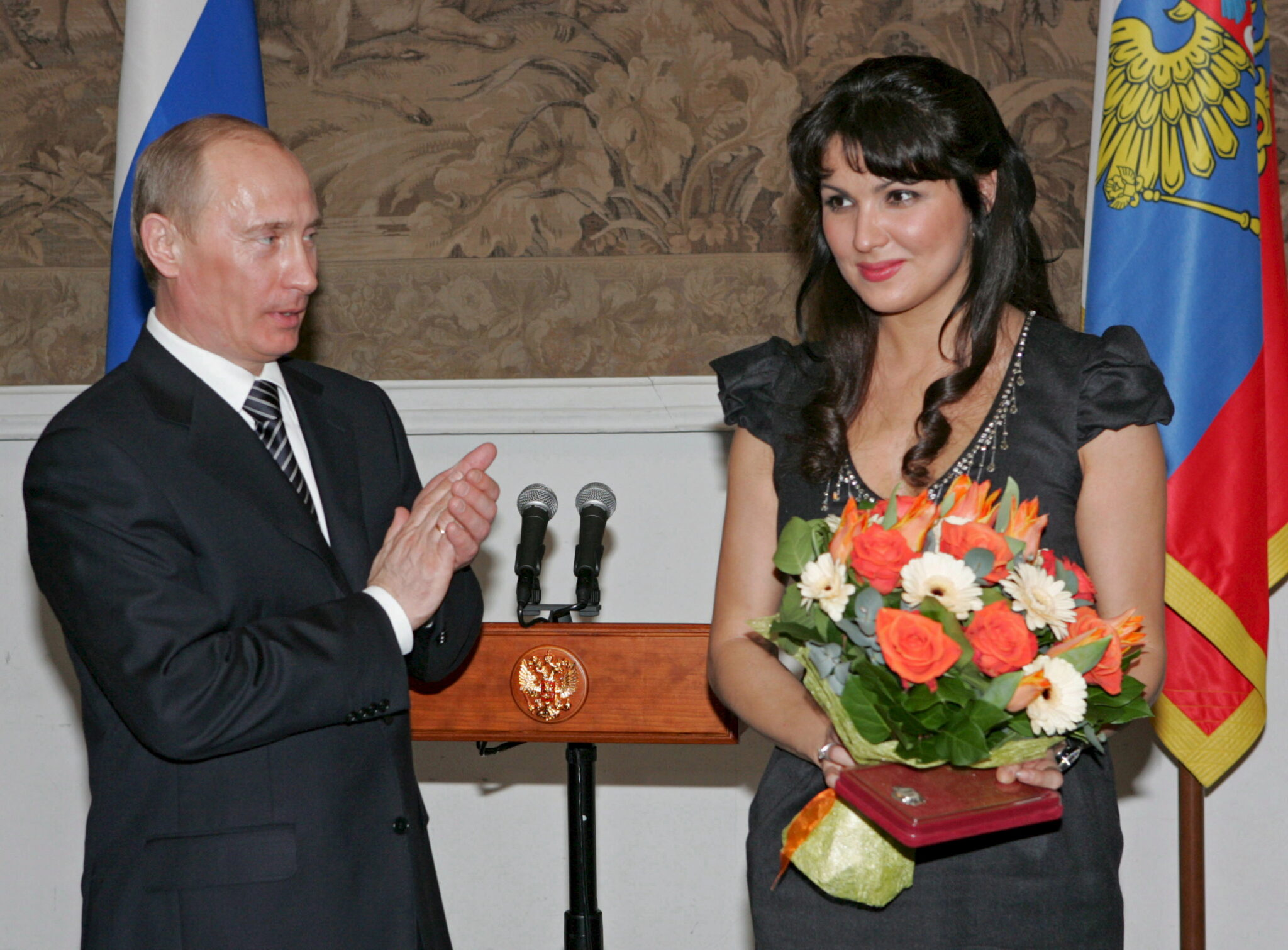
Anna Netrebko bei der Verleihung des Titels Volkskünstlerin Russlands (2008)

- 1993: Siegerin des Glinka-Gesangswettbewerbs
- 2004: ECHO Klassik des Jahres als beste Sängerin
- 2004: Amadeus Austrian Music Award – Klassik-Künstlerin des Jahres
- 2005: Russischer Staatspreis
- 2005: Zweifacher ECHO Klassik des Jahres als beste Sängerin und Bestseller (Sempre Libera)
- 2006: Bambi in der Kategorie Klassik
- 2007: Goldene Feder
- 2007: ECHO Klassik für den Bestseller des Jahres (Russian Album) und Musik-DVD Produktion des Jahres (Waldbühnenkonzert Berlin 2006)
- 2008: Volkskünstlerin Russlands; am 27. Februar anlässlich des 225. Jahrestages des Mariinski-Theaters dort von Wladimir Putin überreicht[62]
- 2009: ECHO Klassik in der Kategorie Operneinspielung des Jahres (19. Jahrhundert) zusammen mit Rolando Villazón für die konzertante Aufnahme von La Bohème München 2007
- 2014: ECHO Klassik in der Kategorie Sängerin des Jahres[63]
- 2017: Verleihung des Berufstitels Österreichische Kammersängerin[64]
- 2020: Polar Music Prize
- 2022: Österreichischer Musiktheaterpreis für Macbeth an der Wiener Staatsoper[65][66]

### Auszeichnungen für Musikverkäufe
| Goldene Schallplatte - Dänemark - 2011: für das Album Duets - Deutschland - 2007: für das Videoalbum Das Waldbühnenkonzert - Österreich - 2007: für das Videoalbum L’elisir d’Amore (Der Liebestrank) - 2008: für das Videoalbum Das Waldbühnenkonzert | Platin-Schallplatte - Deutschland - 2015: für das Videoalbum L’elisir d’Amore (Der Liebestrank) |

Anmerkung: Auszeichnungen in Ländern aus den Charttabellen bzw. Chartboxen sind in ebendiesen zu finden.
| Land/RegionAuszeichnungen für Musikverkäufe (Land/Region, Auszeichnungen, Verkäufe, Quellen) | Gold       | Platin     | Verkäufe | Quellen           |
| -------------------------------------------------------------------------------------------- | ---------- | ---------- | -------- | ----------------- |
| Dänemark (IFPI)                                                                              | Gold1      | —          | 15.000   | ifpi.dk           |
| Deutschland (BVMI)                                                                           | 5× Gold5   | 3× Platin3 | 875.000  | musikindustrie.de |
| Österreich (IFPI)                                                                            | 6× Gold6   | 3× Platin3 | 127.500  | ifpi.at           |
| Insgesamt                                                                                    | 12× Gold12 | 6× Platin6 |          |                   |

## Diskografie

### Studioalben
| Jahr | Titel                                                        | Höchstplatzierung, Gesamtwochen, AuszeichnungChartplatzierungen (Jahr, Titel, Platzierungen, Wochen, Auszeichnungen, Anmerkungen) | Höchstplatzierung, Gesamtwochen, AuszeichnungChartplatzierungen (Jahr, Titel, Platzierungen, Wochen, Auszeichnungen, Anmerkungen) | Höchstplatzierung, Gesamtwochen, AuszeichnungChartplatzierungen (Jahr, Titel, Platzierungen, Wochen, Auszeichnungen, Anmerkungen) | Anmerkungen | [↑]: gemeinsam behandelt mit vorhergehendem Eintrag; [←]: in beiden Charts platziert |
| Jahr | Titel                                                        | DE | AT | CH | Anmerkungen |                                                                                      |
| ---- | ------------------------------------------------------------ | --- | --- | --- | --- | ------------------------------------------------------------------------------------ |
| 2003 | Opera Arias                                                  | DE56 Gold · (21 Wo.)DE | AT40 (4 Wo.)AT | — | Erstveröffentlichung: 14. Juli 2003 mit Noseda und Wiener Philharmoniker |                                                                                      |
| 2004 | The Woman: The Voice                                         | DE83 (1 Wo.)DE | — | — | Erstveröffentlichung: 10. Mai 2004 |                                                                                      |
| 2004 | Sempre Libera                                                | DE10 Gold · (38 Wo.)DE | AT15 Gold · (26 Wo.)AT | — | Erstveröffentlichung: 9. August 2004 mit Claudio Abbado |                                                                                      |
| 2005 | Violetta: Arias and Duets from Verdi’s La traviata           | DE14 Platin · (38 Wo.)DE | — | — | Erstveröffentlichung: 6. Oktober 2005 mit Rolando Villazón |                                                                                      |
| 2005 | La traviata[DE: ↑]                                           | DE14 Platin · (38 Wo.)DE | AT8 Platin · (17 Wo.)AT | CH27 (10 Wo.)CH | Erstveröffentlichung: 19. Oktober 2005 mit Rolando Villazón |                                                                                      |
| 2006 | Das Mozart Album                                             | DE36 (6 Wo.)DE | AT26 (8 Wo.)AT | — | Erstveröffentlichung: 21. Juli 2006 mit Elina Garanča, René Pape, Thomas Quasthoff & Bryn Terfel |                                                                                      |
| 2006 | The Russian Album                                            | DE8 Gold · (18 Wo.)DE | AT6 Gold · (16 Wo.)AT | CH46 (9 Wo.)CH | Erstveröffentlichung: 27. Oktober 2006 mit Valery Gergiev |                                                                                      |
| 2006 | Das Waldbühnen-Konzert                                       | DE68 (7 Wo.)DE | — | — | Erstveröffentlichung: 24. November 2006 mit Plácido Domingo und Rolando Villazón |                                                                                      |
| 2007 | Duets                                                        | DE3 Platin · (35 Wo.)DE | AT4 Platin · (26 Wo.)AT | CH18 (11 Wo.)CH | Erstveröffentlichung: 2. März 2007 mit Rolando Villazón |                                                                                      |
| 2007 | Le nozze di Figaro                                           | DE43 (4 Wo.)DE | AT43 (3 Wo.)AT | — | Erstveröffentlichung: 1. Juni 2007 mit Bo Skovhus, Christine Schäfer, Dorothea Röschmann, Nikolaus Harnoncourt, Ildebrando D’Arcangelo, Konzertvereinigung Wiener Staatsopernchor & Wiener Philharmoniker               |                                                                                      |
| 2007 | Die Operngala der Stars                                      | DE44 (9 Wo.)DE | — | — | Erstveröffentlichung: 22. Oktober 2007 mit Ramón Vargas, Ludovic Tézier & Elina Garanča |                                                                                      |
| 2008 | La Bohème                                                    | DE36 (3 Wo.)DE | AT42 (3 Wo.)AT | — | Erstveröffentlichung: 9. Mai 2008 mit Bertrand de Billy, Stéphane Degout, Vitalij Kowaljow, Chor des Bayerischen Rundfunks, Symphonieorchester des Bayerischen Rundfunks, Boaz Daniel, Nicole Cabell & Rolando Villazón |                                                                                      |
| 2008 | Manon (DVD)                                                  | DE87 (1 Wo.)DE | — | — | Erstveröffentlichung: 15. August 2008 mit Alfredo Daza, Christof Fischesser & Rolando Villazón |                                                                                      |
| 2008 | Souvenirs                                                    | DE18 (12 Wo.)DE | AT13 Gold · (6 Wo.)AT | — | Erstveröffentlichung: 7. November 2008 |                                                                                      |
| 2009 | I Capuleti e i Montecchi                                     | DE80 (1 Wo.)DE | AT44 (4 Wo.)AT | — | Erstveröffentlichung: 20. Februar 2009 mit Fabio Luisi, Joseph Calleja, Wiener Singakademie, Wiener Symphoniker, Tiziano Bracci, Robert Gleadow & Elina Garanča                                                         |                                                                                      |
| 2009 | Anna: The Best Of                                            | DE20 Gold · (14 Wo.)DE | AT5 Platin · (13 Wo.)AT | CH74 (2 Wo.)CH | Erstveröffentlichung: 20. November 2009 |                                                                                      |
| 2010 | In The Still Of Night                                        | DE33 (3 Wo.)DE | AT21 (5 Wo.)AT | — | Erstveröffentlichung: 26. März 2010 mit Daniel Barenboim |                                                                                      |
| 2010 | Stabat Mater (Rossini)                                       | DE61 (1 Wo.)DE | AT44 (6 Wo.)AT | — | Erstveröffentlichung: 12. November 2010 mit Joyce DiDonato, Antonio Pappano, Lawrence Brownlee, Marianna Pizzolato & Ildebrando D’Arcangelo                                                                             |                                                                                      |
| 2011 | Die Superstars der Klassik – Singen die schönsten Opernarien | DE34 (5 Wo.)DE | AT1 (9 Wo.)AT | — | Erstveröffentlichung: 29. Juli 2011 mit Erwin Schrott & Jonas Kaufmann |                                                                                      |
| 2011 | Live At The Metropolitan Opera                               | DE70 (1 Wo.)DE | AT30 (3 Wo.)AT | — | Erstveröffentlichung: 23. September 2011 |                                                                                      |
| 2013 | Verdi                                                        | DE6 (6 Wo.)DE | AT1 Gold · (11 Wo.)AT | CH29 (4 Wo.)CH | Erstveröffentlichung: 9. August 2013 mit Noseda |                                                                                      |
| 2016 | Verismo                                                      | DE11 (6 Wo.)DE | AT3 (7 Wo.)AT | CH16 (3 Wo.)CH | Erstveröffentlichung: 2. September 2016 mit Antonio Pappano |                                                                                      |
| 2017 | Romanza                                                      | DE37 (2 Wo.)DE | AT3 (9 Wo.)AT | CH100 (1 Wo.)CH | Erstveröffentlichung: 1. September 2017 mit Yusif Eyvazov |                                                                                      |
| 2021 | Amata dalle tenebre                                          | DE58 (2 Wo.)DE | AT24 (4 Wo.)AT | CH89 (1 Wo.)CH | Erstveröffentlichung: 5. November 2021 mit Orchestra del Teatro alla Scala & Riccardo Chailly |                                                                                      |

### Weitere Veröffentlichungen
- 1998: Die Verlobung im Kloster
- 2002: Die Liebe zu den drei Orangen
- 2007: Opera
- 2013: Britten: War Requiem
- 2013: Live From Red Square Moscow DVD
- 2014: Four Last Songs: Ein Heldenleben
- 2014: Giovanna d’Arco – Verdi
- 2015 Tschaikowsky: Iolanta – Netrebko, Markov, Kowaljow, Slovenian Philharmonic Orchestra, Villaume[68]
- 2017: Wagner – Lohengrin DVD

### DVD-Veröffentlichungen
- 1995: Als Ljudmila in Ruslan und Ljudmila von M. Glinka
- 1998: Als Louisa in Die Verlobung im Kloster von S. Prokofiev
- 2005: Als Adina in L’elisir d’amore von G. Donizetti (Livemitschnitt einer Produktion der Wiener Staatsoper 2005)
- 2006: Als Violetta Valery in La traviata von G. Verdi (Livemitschnitt von den Salzburger Festspielen 2005)
- 2006: Das Waldbühnenkonzert aus Berlin, A. Netrebko, R. Villazón, P. Domingo
- 2007: I puritani (Live-Mitschnitt von der Met im Januar 2007)
- 2007: Als Susanna in Le nozze di Figaro von W. A. Mozart (Livemitschnitt von den Salzburger Festspielen 2006)
- 2008: Baden-Baden Operngala (Live-Mitschnitt vom August 2007, mit E. Garanca, R. Vargas, L. Tezier)
- 2008: Als Manon in Manon (Berliner Staatsoper 2007 zusammen mit Rolando Villazón)
- 2009: Als Mimi in La Bohème (Opernfilm 2008, mit R. Villazón; Regie: Robert Dornhelm)
- 2009: Als Lucia in Lucia di Lammermoor (Metropolitan Opera 7. Februar 2009 mit Piotr Beczala als Edgardo)
- 2011: Als Norina in Don Pasquale (Metropolitan Opera, 13. November 2010, musikalische Leitung James Levine)

## Buchpublikationen
- Der Geschmack meines Lebens. Molden Verlag / Styria, Wien 2021, ISBN 978-3-222-15081-4.

## Dokumentarfilm
- Anna Netrebko – ein Leben für die Oper. Dokumentarfilm. Regie: Elena Petitti di Roreto, ZDF, Deutschland 2021.